# Šulchan aruch
| Židé a judaismus |
| Židé • Judaismus • Kdo je Žid |
| Ortodoxní • Konzervativní (Masorti) Progresivní (Reformní - Liberální) • Ultraortodoxní Samaritáni • Falašové • Karaité                                                                                            |
| Etnické skupiny a jazyky |
| Aškenázové • Sefardové • Mizrachim Hebrejština • Jidiš • Ladino • Ge'ez • Buchori |
| Populace (vývoj) |
| Evropa • Amerika • Asie • Afrika • Austrálie |
| Náboženství |
| Bůh • Principy víry • Boží jména 613 micvot • Halacha • Noachidské zákony Mesiáš • Eschatologie |
| Židovské myšlení, filosofie a etika |
| Židovská filosofie Cdaka • Musar • Vyvolenost Chasidismus • Kabala • Haskala |
| Náboženské texty |
| Tóra • Tanach • Mišna • Talmud • Midraš Tosefta • Mišne Tora • Šulchan aruch Sidur • Machzor • Pijut • Zohar |
| Životní cyklus, tradice a zvyky |
| Obřízka • Pidjon ha-ben • Simchat bat • Bar micva Šiduch • Svatba • Ketuba • Rozvod (Get) • Pohřeb Kašrut • Židovský kalendář • Židovské svátky Talit • Tfilin • Cicit • Kipa Mezuza • Menora • Šofar • Sefer Tora |
| Významné postavy židovství |
| Abrahám • Izák • Jákob • Mojžíš Šalomoun • David • Elijáš • Áron Maimonides • Nachmanides • Raši Ba'al Šem Tov • Ga'on z Vilna • Maharal                                                                           |
| Náboženské budovy a instituce |
| Chrám • Synagoga • Ješiva • Bejt midraš Rabín • Chazan • Dajan • Ga'on Kohen (kněz) • Mašgiach • Gabaj • Šochet Mohel • Bejt din • Roš ješiva                                                                      |
| Židovská liturgie |
| Šema • Amida • Kadiš Minhag • Minjan • Nosach Šacharit • Mincha • Ma'ariv • Musaf |
| Dějiny Židů |
| starověk • středověk • novověk |
| Blízká témata |
| Antisemitismus • Gój • Holocaust • Izrael Filosemitismus • Sionismus Abrahámovská náboženství |
| z • d • e |

Šulchan aruch (hebrejsky שולחן ערוך‎, „Prostřený stůl“) je halachický kodex shrnující židovské náboženské právo. Autorem tohoto díla je Josef Karo, sefardský rabín a učenec (1488–1575).

## Původ díla
Josef Karo byl jednou z vůdčích halachických autorit své generace a původně zamýšlel vytvořit knihu halachot s jejich podrobným rozborem a vysvětlením. Toto obsáhlé dílo, které sám považoval za svůj opus magnum, nazval Bejt Josef. Kvůli množství zákonů a především obsáhlosti díla však Karo kromě toho vytvořil i kratší verzi, ve které shrnul pouze závěry, vyplývající z vývoje celého náboženského práva. Vzniklo tak dílo přijatelné velikosti, které zprostředkovávalo jednotlivá nařízení a náboženské zákony formou krátkých vět, jasně specifikující co je povoleno a co ne. Karo toto dílo původně považoval za krok z nouze a především jako příručku pro soudce (dajanim), kterým měla menší obsáhlost díla usnadnit hledání a kteří zároveň byli důkladně díky svému vzdělání obeznámeni s vývojem halachy, který již v Šulchan aruchu chyběl.
Šulchan aruch se však díky svému pojetí stal výjimečně populárním i mezi širokými lidovými vrstvami a rozšířil se do celého židovského světa. Dnes je považován za jeden z pilířů halachy, zatímco kompendium Bejt Josef je známo pouze mezi rabínskými kruhy.
Protože Josef Karo byl Sefard, vycházel při psaní svých děl ze sefardské halachy. Pro potřeby aškenázských židů bylo nutno dílo doplnit o aškenázské zvyklosti a halachu. Tohoto úkolu se ujal významný polský rabín Moše Isserles. Ten svůj komentář k „Prostřenému stolu“ nazval Mapa (hebrejsky: „ubrus“). Aškenázské edice Šulchan aruchu vycházejí pouze s těmito dodatky, které jej činí způsobilým pro použití v aškenázském kulturním prostředí.

## Struktura díla
Josef Karo při vytváření svého díla vycházel ze starších děl, především z díla Arba'a turim neboli Tur od Ja'akova ben Ašera – právě jako komentář k němu a jeho rozšíření byl původně koncipován Bejt Josef. Z něj přejal strukturu a rozdělil své dílo podle jeho vzoru do čtyř oddílů.
Orach chajimtato část se týká požehnání, oblékání talitu a tfilin, modliteb, čtení z Tóry, šabatu a svátků.
Jore de'azde se rozebírá řada zákonů týkající se kašrutu, brit mila, pidjon ha-ben atd.; závěrečná část pojednává o pohřbu a pravidlech truchlení.
Even ha-ezerse týká zákonů ohledně manželství, svatebních smluv, rozvodů aj.
Chošen mišpatrozebírá finanční a civilní trestní právo.

## Komentáře k Šulchan aruchu a díla na něm založená
Kromě nejznámějšího komentáře od Mošeho Isserlise komentovala Šulchan aruch celá řada autorů, např. Gaon z Vilna, Ezechiel Landau nebo Akiva Eger. Další významné komentáře jsou:
- Magen Avraham od rabína Avrahama Gombinera (k Orach chajim)
- Turej zahav od Davida ha-Leviho Segala (k Orach chajim, Jore de'a a Even ha-ezer)
- Siftej kohen od rabína Šabtaje ha-Kohena, zvaného Šach (k Jore de'a a Chošen mišpat)
- Bejt Šmu'el (k Even ha-ezer)
- Machacit ha-šekel od rabína Šmu'ela Nety ha-Leviho

### Mišna brura
Jeden z nejrozšířenějších komentářů k prvnímu dílu Orach chajim napsal Jisra'el Me'ir Kagan jako kolekci ostatních halachických názorů. Svůj komentář nazval Mišna brura (hebrejsky „Jasné učení“).

### Aruch ha-šulchan
Aruch ha-šulchan („Prostírání stolu“) je dílem litevského rabína Jechi'ela Michela Epsteina. Toto dílo porovnává halachu stanovenou v Šulchan aruchu s dřívějšími závěry, především Maimonidem a vlastními zdroji halachy v Talmudu.

### Kicur Šulchan aruch
Tzv. zkrácený Šulchan aruch, sepsaný Šlomo Ganzfriedem, maďarským rabínem v 19. století. Kicur Šulchan aruch je zkrácenou verzí původního díla, která zestručňuje vývoj samotné halachy a různé možnosti na minimum a přiklání se de facto v naprosté většině případů k nejpřísnějším variantám halachy. Zohledňuje především zvyklosti (minhag), které panovaly na Podkarpatské Rusi a v Maďarsku, kde autor žil. Také bylo reakcí na reformní hnutí. Toto dílo se ta stalo halachickou normou především v ultraortodoxním judaismu. Toto dílo se mezi ultraortodoxními židy stalo ještě více populárním než původní Šulchan aruch.

## Opozice proti Šulchan aruchu
Kvůli absenci vypsání vývoje halachy byl Šulchan aruch od počátku kritizován, a to především v aškenázském prostředí. Strohé formulace, které téměř nepřipouštěly diskusi, tolik potřebnou pro vývoj halachy během staletí, se staly trnem v oku řadě učenců, pro které byla diskuze esencí židovského náboženského práva. Maharal se dokonce vyjádřil o Šulchan aruchu jako o „hrobu halachy“. Absence vývoje vedla různé autory k obavám, které se v některých případech ukázaly oprávněnými, totiž k opuštění Talmudu a Tóry jakožto zdrojům a normám židovského náboženského práva na úkor Šulchan aruchu. Ještě tvrdší opozice se vytvořila proti Kicur Šulchan aruchu, který se stal nepřijatelným jakožto zdroj halachy zvláště v neortodoxních směrech judaismu.